# Hydra viridissima
Hydra viridissima är en nässeldjursart som först beskrevs av Peter Simon Pallas 1766.  Hydra viridissima ingår i släktet Hydra och familjen Hydridae. Inga underarter finns listade i Catalogue of Life. Arten har förmåga att regenerera sig själv vid skador, likt den mytologiska hydran.

## Bildgalleri

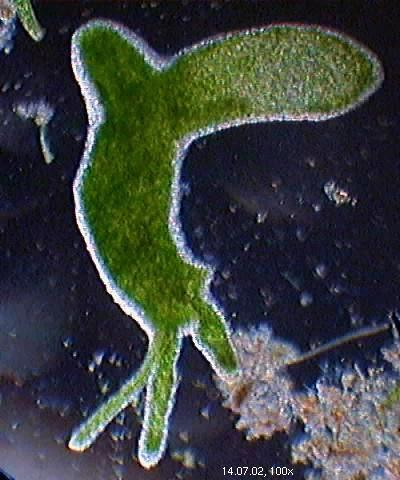
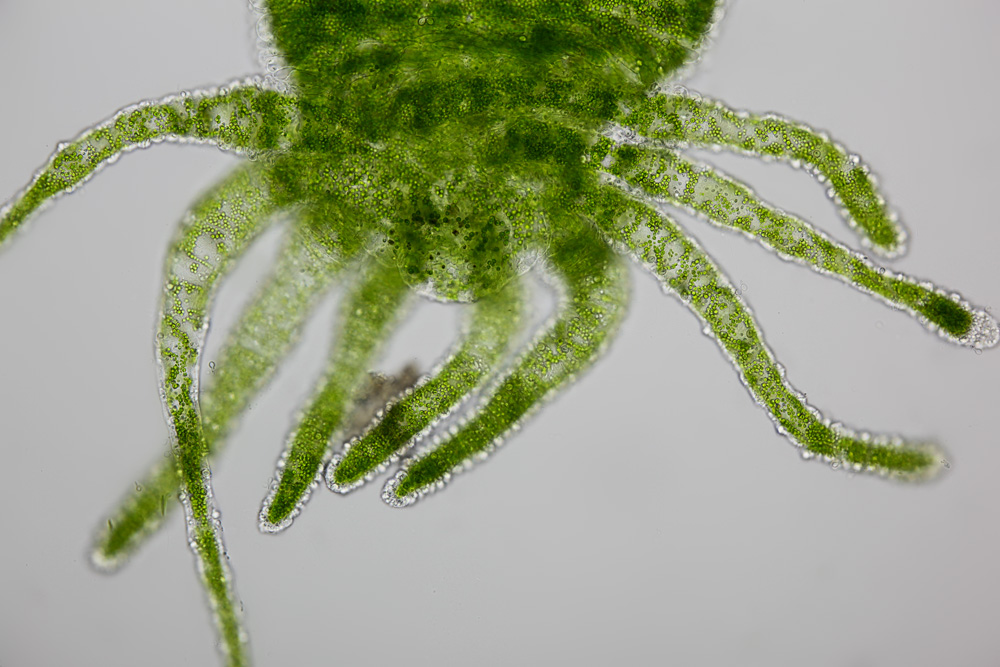

## Föda
Typisk föda är vattenloppor.

## Fortplantning
Arten kan fortplanta sig asexuellt.